# Леош Яначек
Ле́ош Янáчек (чеськ. Leoš Janáček; 3 липня 1854 — 12 серпня 1928) — чеський композитор, скрипаль, музикознавець-етнограф і педагог. Автор 10 опер.

## Біографія
Син учителя, учився музиці в монастирі Брно, співав у монастирському хорі, потім учився в Празі, де познайомився з Антоніном Дворжаком, а також Лейпцигу і Відні. У 1881 році Яначек одружився із Зденкою Шульц і повернувся в Брно, де 1919 року заснував консерваторію, яка пізніше була названа його іменем.
На початку своєї композиторської кар'єри був натхненний моравськими народними піснями, використовував їх мелодії, вивчав ритміку та інтонацію мови, які згодом перетворюються на його оригінальну музику. 
Ім'я Яначека носить музична академія в Брно⁣, а також міжнародний аеропорт в Остраві. Крім того, на честь Яначека названо астероїд 2073 Яначек.

## Твори

### Опери
- Šárka (Шарка, 1887—1888)
- Počátek románu (Початок роману, 1891)
- Jenůfa (1894—1903)
- Osud (Доля, 1903—1904)
- Výlety páně Broučkovy (Подорожі пана Броучека, 1908—1917)
- Káťa Kabanová (Катя Кабанова, 1919—1921, за драмою Олександра Островського «Гроза»)
- Příhody lišky bystroušky (Пригоди лукавої лисички, 1921—1923)
- Več Makropulos (Засіб Макропулоса, 1923—1925, по Карелу Чапеку)
- З мертвого дому, 1927—1928

### Симфонічна музика
- Сюїта для струнного оркестру (1877)
- Ідилія для струнного оркестру (1878)
- Лашські танці (чеськ. Lašské tance, 1889—1890)
- Ганацькі танці (чеськ. Hanácké tance, 1889—1890)
- Сюїта, op.3 (1891)
- Ревнощі, увертюра (чеськ. Žárlivost, 1894)
- Šumařovo dítě, балада для оркестру (1912)
- Тарас Бульба, рапсодія для оркестру, за Гоголем (чеськ. Taras Bulba, 1915—1918)
- Balada blanická, симфонічна поема для оркестру (1920)
- Симфонієта (1926)
- Блукаючі душі, концерт для скрипки з оркестром (чеськ. Putování dušičky, 1926)
- Дунай, симфонія в 4-х частинах (чеськ. Dunaj, 1923—1928; незакінчена)

### Камерна музика
- Романс для скрипки і фортепіано (1879)
- Думка для скрипки і фортепіано (1880)
- Соната для скрипки (1913—1921)
- Історія для віолончелі і фортепіано (1910)
- Престо для віолончелі і фортепіано (1910)
- Струнний квартет Nr.1, за повістю Льва Толстого «Крейцерова соната» (1923)
- Струнний квартет Nr.2 Особисті листи (1928)
- Mládí. Сюїта для духового секстету (1924)
- Концертино для фортепіано і камерного ансамблю (1926)
- Капричіо для фортепіано (ліва рука) і камерного ансамблю (1926)

### Фортепіанні твори
- Zdenčiny variace. Тема з варіаціями (1880)
- Národní tance na Moravě (1891—1893)
- Po zarostlém chodníčku (1901—1908)
- Sonata 1. X. 1905 «Z ulice» (1905)
- V mlhách (1912)
- Vzpomínka (1928)

### Вокальні твори
- Rákos Rákoczy. Балет зі співом (1891)
- Hospodine! Для чотирьох солістів, подвійного змішаного хору, органа, арфи й мідних (1896)
- Amarus. Лірична кантата для солістів, хору й оркестру (1897)
- Otče náš (Отче наш). Кантата для тенора, хору і фортепіано (1901)
- Elegie na smrt dcery Olgy. Кантата для тенора, хору і фортепіано (1903)
- Zdrávas Maria для тенора, хору і органа (1904)
- Messe Es-Dur для хору і органа (1907—1908, незакінчена)
- Na Soláni čarták. Кантата для чоловічого хору з оркестром (1911)
- Věčné evangelium. Легенда для солістів, хору і оркестру (1914)
- Glagolská mše (Глаголична меса). Кантата для солістів, хору, оркестру і органа (1926)

### Пісні
- Jarní píseň (1897; нова редакція — 1905)
- Zápisník zmizelého. Для тенора, альта, трьох жіночих голосів і фортепіано (1917—1919)

## Галерея

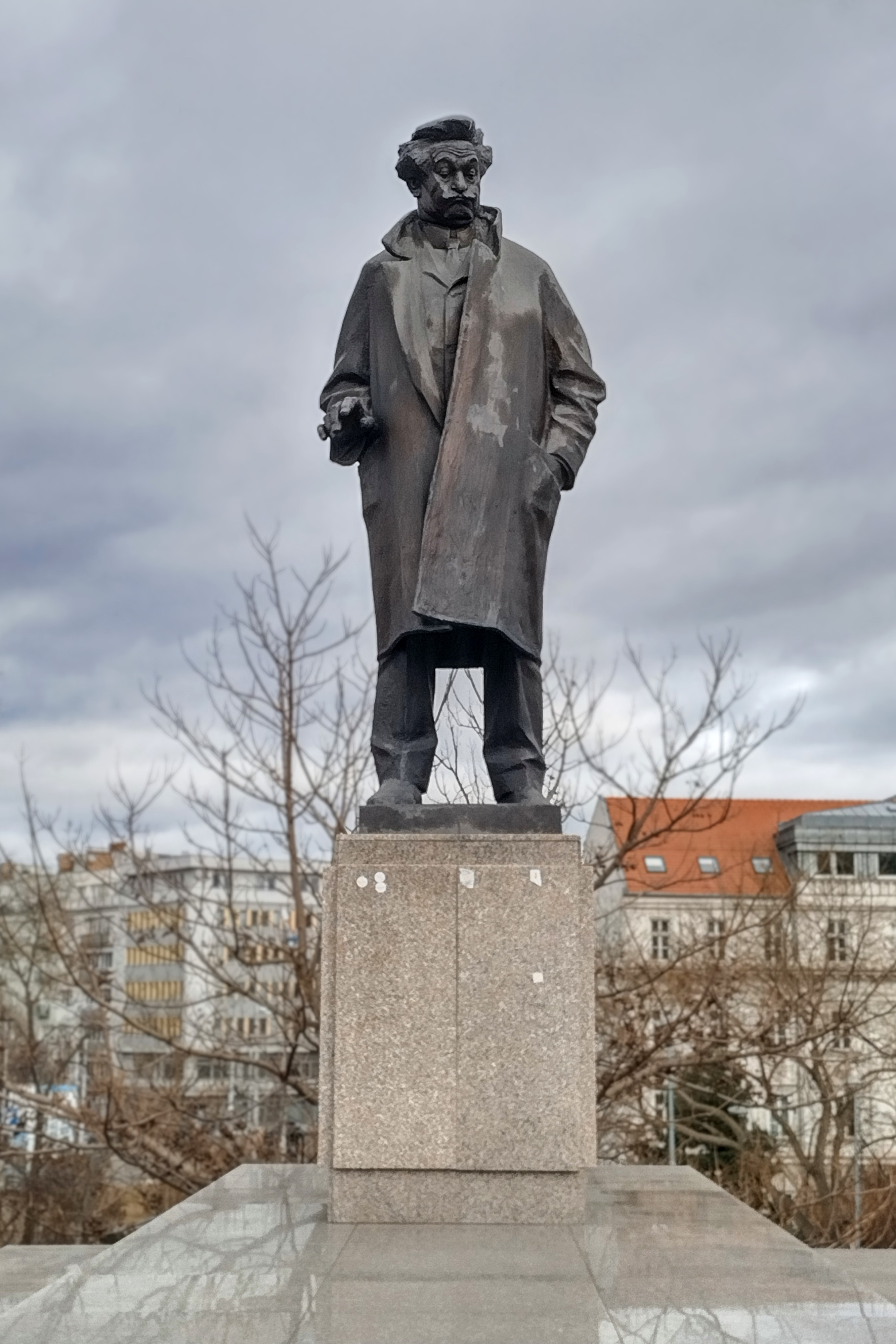
Пам'ятник Л. Яначеку біля однойменного театру у Брно
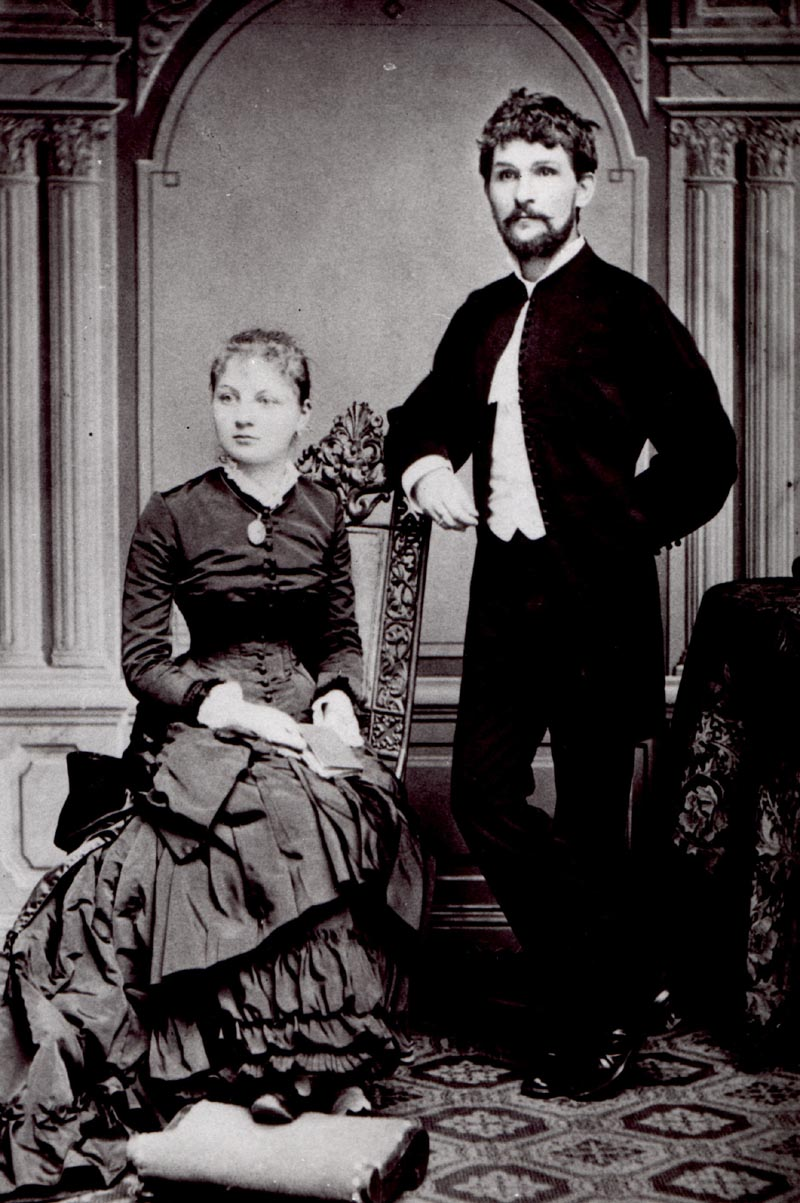
Леош Яначек зі своєю дружиною